# Acmaeops brachypterus
Acmaeops brachypterus là một loài bọ cánh cứng trong họ Cerambycidae.